# الحجاج (ضاية عوا)
الحجاج هي إحدى مشيخات المملكة المغربية، تتبع جغرافيا لإقليم إفران وإداريًا لضاية عوا. يقدر عدد سكانها بـ 5411 نسمة حسب الإحصاء الرسمي للسكان والسكنى لسنة 2004.